# Villa Noris
Villa Noris, Giustiniani-Allegri, Radetzky, Gambaro (detta La Sorte) è una villa veneta risalente al XVII secolo. Essa si trova nel comune di Negrar, nella frazione di San Peretto in località Contrada alla Sorte, in Valpolicella, nella provincia di Verona.
Costruita per volere della famiglia Noris, ha cambiato più volte proprietà nel corso degli anni, fino al proprietario attuale. Il complesso è costituito da una casa padronale, dei rustici tra cui una Barchessa e una cedraia, un ampio parco con giardino padronale in tipico stile italo-mediterraneo, terreni agricoli e fontane di grande importanza e bellezza estetica.
Berto Barbarani e Angelo Dall'Oca Bianca vi soggiornarono spesso, invitati dai proprietari. 
Alla villa si accede tramite un cancello ornato con due statue arcaiche figuranti un pastorello e una pastorella. 
La villa possiede inoltre diverse fontane, databili tra il XVII e il XVIII secolo.